# Alexandre von Hohen
Pour les articles homonymes, voir Hohen.
Alexandre von Hohen, né le 12 août 1856 à Arkhangelsk et mort le 6 mars 1914 à Saint-Pétersbourg, est un architecte russe d'ascendance allemande qui exerça principalement à Saint-Pétersbourg. Il est l'auteur en particulier de l'hôtel particulier de Mathilde Kschessinska et de la mosquée de Saint-Pétersbourg.

## Biographie
Alexandre Ivanovitch von Hohen termine le gymnasium d'Arkhangelsk en 1875 et entre à l'académie des beaux-arts de Saint-Pétersbourg. Il est l'assistant de Pavel Suzor (en) entre 1877 et 1883, et participe ensuite aux travaux d'Alexandre Krassovski et d'Ivan Bogomilov.
Après son diplôme en 1883, Alexandre von Hohen devient architecte de l'usine de Sestroretski (ru) et d'autres projets. Il commence à enseigner à la fameuse académie Stieglitz, alors symbole de modernité de la capitale impériale, à partir de 1890, puis à l'académie militaire du génie Nicolas, à l'institut du génie civil, et il devient lui-même académicien en 1895.
De 1893 à 1908, il est architecte personnel du grand-duc Wladimir et à partir de 1903 architecte de la cour. Il se suicide dans son bureau de travail le 6 mars 1914 en se tirant un coup de pistolet. Il est enterré au cimetière luthérien de Saint-Pétersbourg.

## Œuvre
- Église catholique Notre-Dame-Consolatrice-des-Affligés à Saint-Pétersbourg (détruite)
- Hôtel particulier de la princesse Badbolskaïa à Saint-Pétersbourg
- Hôtel particulier Kozlianinov à Saint-Pétersbourg
- Hôtel particulier Bargounine à Saint-Pétersbourg
- Hôtel particulier de Mathilde Kschessinska à Saint-Pétersbourg
- Immeuble au n° 8 rue de Tauride à Saint-Pétersbourg
- Immeuble Jeverjeïev à Saint-Pétersbourg, 18 rue Rubinstein (alors rue de la Trinité, 1899)
- Immeuble Kozlianinov à Saint-Pétersbourg
- Datcha Sosnovka à Saint-Pétersbourg (1891-1893)
- Musée Souvorov (Saint-Pétersbourg)
- Immeuble Mendeleïev à Saint-Pétersbourg
- Mosquée de Saint-Pétersbourg
- Académie de l'état-major Nicolas à Saint-Pétersbourg
- Château de Borki près de Lipetsk

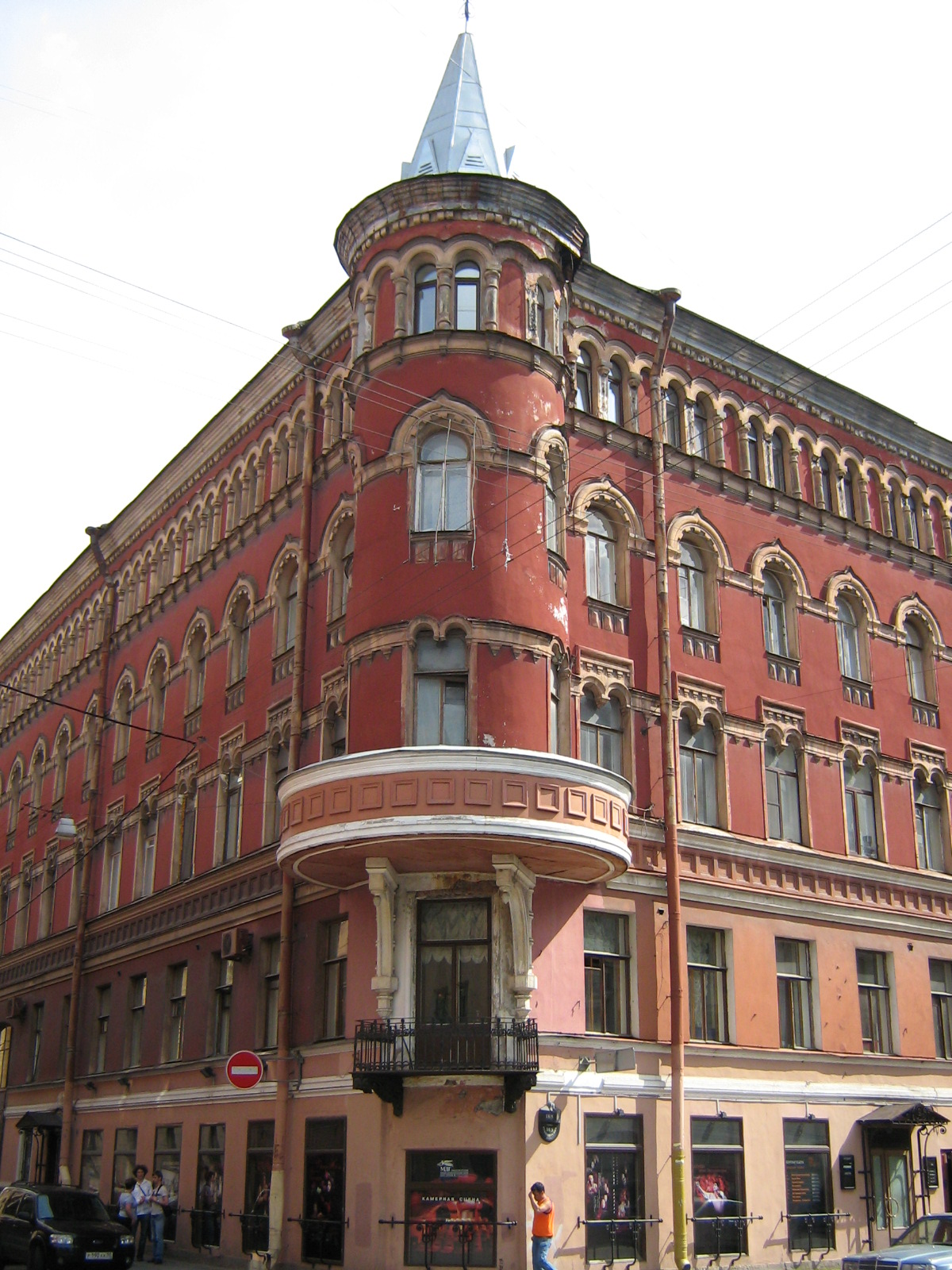
Immeuble Jeverjeïev à Saint-Pétersbourg.
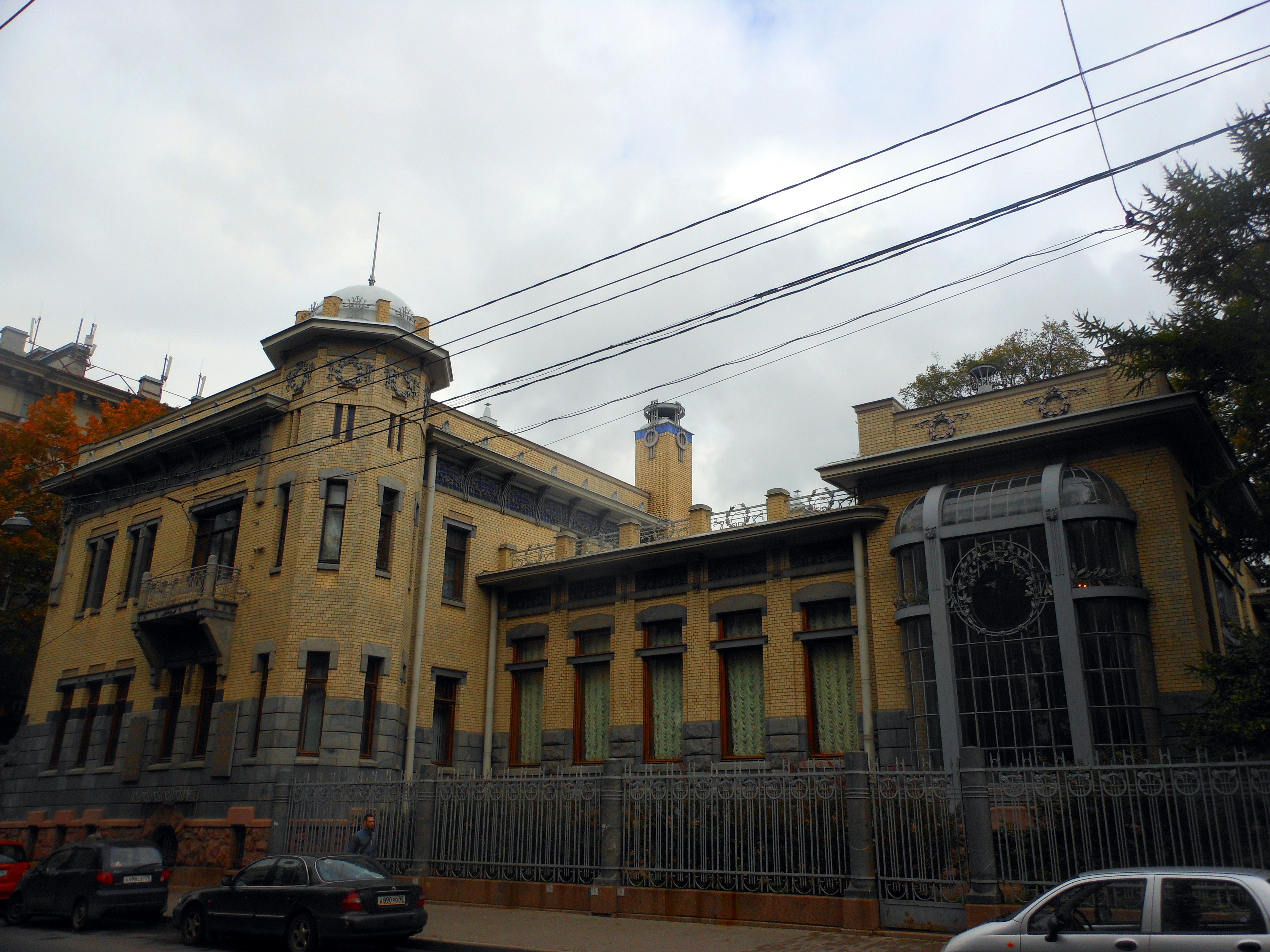
Hôtel particulier de la Kschessinska.